# (23450) Birkenstock
(23450) Birkenstock est un astéroïde de la ceinture principale.

## Description
(23450) Birkenstock est un astéroïde de la ceinture principale. Il fut découvert le 13 février 1988 à La Silla par Eric Walter Elst. Il présente une orbite caractérisée par un demi-grand axe de 2,17 UA, une excentricité de 0,08 et une inclinaison de 6,7° par rapport à l'écliptique.

## Compléments